# The Black Album (album de Jay-Z)
Pour les articles homonymes, voir The Black Album.
Albums de Jay-Z
Blueprint 2.1
(2003) S.Carter : The Re-Mix
(2004)
Singles
1. Change Clothes
Sortie : 11 novembre 2003
2. Dirt Off Your Shoulder
Sortie : 13 janvier 2004
3. 99 Problems
Sortie : 13 avril 2004

The Black Album est le 8e album studio de Jay-Z, sorti en 2003. Cet album était annoncé comme étant son dernier car il avait décidé de prendre sa retraite après un concert mémorable au Madison Square Garden à New York. Ce concert ainsi que des séances d'enregistrement de cet album sont visibles dans le film Fade To Black sorti en DVD en 2004.
Comme ses précédents albums, celui-ci débute directement à la 1re place du Billboard 200, en s'écoulant à 463 000 copies dès la première semaine. Il reçoit également de bonnes critiques, avec une moyenne de 84/100 sur Metacritic. Selon l'« Album Guide » du magazine Rolling Stone en 2004, le Black Album est à la fois « old-school et très moderne ». Pitchfork classe l'album à la 90e place de sa liste des 200 albums des années 2000. Slant Magazine le range quant à lui 7e du Top 100 des albums des années 2000. Il est classé 349e des 500 plus grands albums de tous les temps selon Rolling Stone.
En décembre 2013, Jay-Z fait une rétrospective de sa carrière et établit un classement de ses propres albums studio : il classe The Black Album à la 3e place sur 12, en précisant c'est un « classique ».
Selon Billboard, c'est l'album de Jay-Z qui s'est le plus vendu dans les années 2000 et le 136e album le plus vendu durant la décennie aux États-Unis.

## Historique
À l'origine cet album annonçait la retraite de Jay-Z. Il voulait ainsi concocter un album avec 12 titres, chacun produit par un grand producteur de rap. Dr. Dre et DJ Premier devaient y participer, mais ne sont finalement pas présents. L'album contient des productions de producteurs confirmés comme Eminem, Just Blaze, Kanye West, Timbaland, The Neptunes, 9th Wonder, DJ Quik, Rick Rubin ainsi que celles de jeunes producteurs comme Aqua & Joe "3H" Weinberger et les Buchannans.

## Liste des titres
| No  | Titre                                   | Producteur(s)             | Durée |
| --- | --------------------------------------- | ------------------------- | ----- |
| 1.  | Interlude                               | Just Blaze                | 1:22  |
| 2.  | December 4th                            | Just Blaze                | 4:32  |
| 3.  | What More Can I Say                     | The Buchanans             | 4:55  |
| 4.  | Encore                                  | Kanye West                | 4:11  |
| 5.  | Change Clothes (featuring Pharrell)     | The Neptunes              | 4:18  |
| 6.  | Dirt Off Your Shoulder                  | Timbaland                 | 4:05  |
| 7.  | Threat                                  | 9th Wonder                | 4:05  |
| 8.  | Moment of Clarity                       | Eminem, Luis Resto (co)   | 4:24  |
| 9.  | 99 Problems                             | Rick Rubin                | 3:55  |
| 10. | Public Service Announcement (Interlude) | Just Blaze                | 2:53  |
| 11. | Justify My Thug                         | DJ Quik                   | 4:05  |
| 12. | Lucifer                                 | Kanye West                | 3:12  |
| 13. | Allure                                  | The Neptunes              | 4:52  |
| 14. | My 1st Song                             | Aqua, Joe "3H" Weinberger | 4:45  |

## Samples
| December 4th - The Chi-Lites That's How Long What More Can I Say - MFSB Something For Nothing Encore - John Holt I Will Threat - R. Kelly A Woman's Threat 99 Problems - Mountain Long Red (musique) - Billy Squier The Big Beat (percussions) - Ice-T 99 Problems (reprise des paroles « I got 99 problems but a bitch ain't one ») - UGK Touched (reprise de paroles) - Slick Rick Children's Story | Public Service Announcement - Little Boy Blues Seed Of Love - The D.O.C. No One Can Do It Better (reprise de paroles « No one can do it better ») Justify My Thug - Run–D.M.C. Rock Box (scratchs sample vocal) - Madonna Justify My Love Lucifer - Max Romeo I Chase The Devil (sample vocal) My 1st Song - Los Ángeles Negros Tu y Tu Mirar... Yo y Mi Cancion |

## Classements
| Classement (2003)      | Meilleure position |
| ---------------------- | ------------------ |
| Billboard 200          | 1                  |
| Top R&B/Hip Hop Albums | 1                  |
| Top Rap Albums         | 1                  |

| Année | Titre                    | Classement et position | Classement et position | Classement et position | Classement et position |
| Année | Titre                    | Billboard Hot 100      | Hot R&B/Hip-Hop Songs  | Hot Rap Singles        |                        |
| 2003  | "What More Can I Say"    | -                      | 48e                    | -                      |                        |
| 2003  | "Change Clothes"         | 10e                    | 6e                     | 4e                     |                        |
| 2004  | "Encore"                 | 106e                   | 30e                    | 22e                    |                        |
| 2004  | "Dirt Off Your Shoulder" | 5e                     | 3e                     | 2e                     |                        |
| 2004  | "99 Problems"            | 30e                    | 26e                    | 10e                    |                        |